# فهرست کاربران بوئینگ ۷۴۷
فهرست زیر شامل کاربران فعلی هواپیمای بوئینگ ۷۴۷ و مدل‌های مختلف آن است.

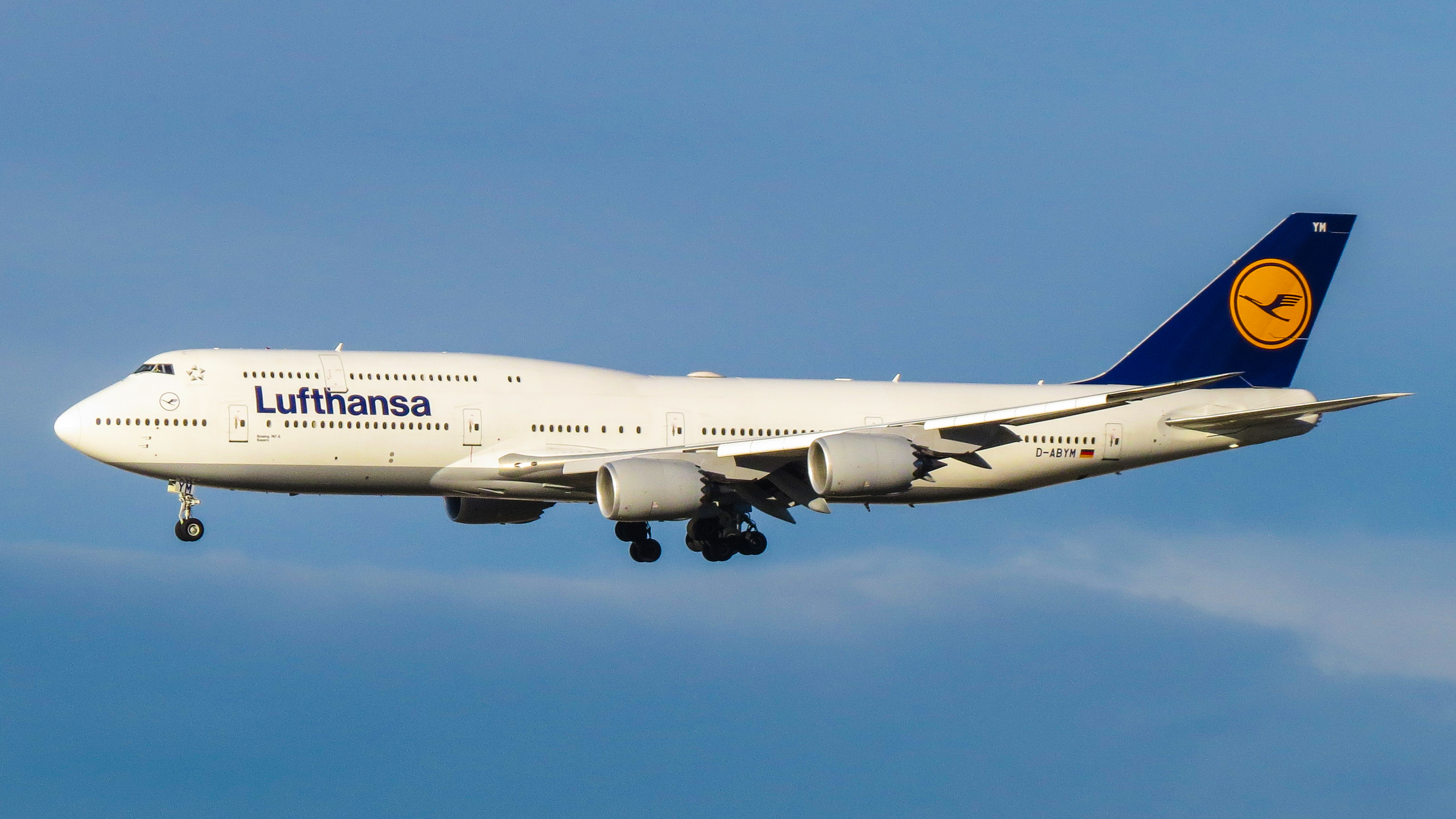
لوفت‌هانزا بزرگ‌ترین استفاده‌کنندهٔ هواپیمای بوئینگ ۷۴۷–۸ است.

## کاربران بوئینگ ۷۴۷ تا ژانویهٔ ۲۰۱۹
تا ژانویهد ۲۰۱۹ میلادی، تعداد ۵۳۶ فروند هواپیمای بوئینگ ۷۴۷ در شرکت‌های هواپیمایی در حال فعالیت بوده‌اند.
| شرکت هواپیمایی                       | 747-100 | 747-200 | 747-300 | 747-400 | 747-400F | 747-8 | 747-8F | مجموع |
| ------------------------------------ | ------- | ------- | ------- | ------- | -------- | ----- | ------ | ----- |
| ACG Air Cargo Global                 | —       | —       | —       | —       | ۳        | —     | —      | ۳     |
| مای‌کارگو ایرلاینز                    | —       | —       | —       | —       | ۵        | —     | —      | ۵     |
| Aerotranscargo                       | —       | —       | —       | —       | ۴        | —     | —      | ۴     |
| ایر آتلانتا آیسلندیک                 | —       | —       | —       | ۷       | ۵        | —     | —      | ۱۲    |
| ایر چاینا                            | —       | —       | —       | ۳       | —        | ۷     | —      | ۱۰    |
| Air China Cargo                      | —       | —       | —       | —       | ۳        | —     | —      | ۳     |
| Air Georgia                          | —       | ۱       | —       | —       | —        | —     | —      | ۱     |
| ایر ایندیا                           | —       | —       | —       | ۳       | —        | —     | —      | ۳     |
| ایربریج‌کارگو                         | —       | —       | —       | —       | ۶        | —     | ۱۱     | ۱۷    |
| آسیانا ایرلاینز                      | —       | —       | —       | ۲       | ۱۱       | —     | —      | ۱۳    |
| ASL Airlines Belgium                 | —       | —       | —       | —       | ۵        | —     | —      | ۵     |
| استرال اوییشن                        | —       | —       | —       | —       | ۲        | —     | —      | ۲     |
| اطلس ایر                             | —       | —       | —       | ۴       | ۲۵       | —     | ۱۰     | ۳۹    |
| Bahrain Royal Flight                 | —       | —       | —       | ۲       | —        | —     | —      | ۲     |
| بوئینگ                               | —       | —       | —       | —       | 4        | —     | —      | ۴     |
| بریتیش ایرویز                        | —       | —       | —       | ۳۴      | —        | —     | —      | ۳۴    |
| Brunei Government                    | —       | —       | —       | —       | —        | ۱     | —      | ۱     |
| کال کارگو ایر لاینز                  | —       | —       | —       | —       | ۲        | —     | —      | ۲     |
| CargoLogicAir                        | —       | —       | —       | —       | ۳        | —     | ۱      | ۴     |
| کارگولوکس                            | —       | —       | —       | —       | ۱۲       | —     | ۱۴     | ۲۶    |
| کارگولوکس ایتالیا                    | —       | —       | —       | —       | ۴        | —     | —      | ۴     |
| هواپیمایی کاسپین                     | —       | ۱       | —       | —       | —        | —     | —      | ۱     |
| کاتای پاسیفیک                        | —       | —       | —       | —       | ۶        | —     | ۱۴     | ۲۰    |
| چاینا ایرلاینز                       | —       | —       | —       | ۴       | ۱۸       | —     | —      | ۲۲    |
| چاینا کارگو ایرلاینز                 | —       | —       | —       | —       | ۳        | —     | —      | ۳     |
| هواپیمایی جنوبی چین                  | —       | —       | —       | —       | ۲        | —     | —      | ۲     |
| کورس‌ایر اینترنشنال                   | —       | —       | —       | ۳       | —        | —     | —      | ۳     |
| دبی رویال ایر وینگ                   | —       | —       | —       | ۳       | ۱        | —     | —      | ۴     |
| ال عال                               | —       | —       | —       | ۴       | ۱        | —     | —      | ۵     |
| Ernest Angley Ministries             | ۱       | —       | —       | —       | —        | —     | —      | ۱     |
| اوا ایر                              | —       | —       | —       | —       | ۲        | —     | —      | ۲     |
| هواپیمایی فارس ایر قشم               | —       | ۲       | —       | —       | —        | —     | —      | ۲     |
| Fly Pro                              | —       | ۱       | —       | —       | —        | —     | —      | ۱     |
| فلای‌ناس                              | —       | —       | —       | ۱       | —        | —     | —      | ۱     |
| جنرال الکتریک                        | —       | —       | —       | ۱       | —        | —     | —      | ۱     |
| Geo-Sky                              | —       | ۲       | —       | —       | —        | —     | —      | ۲     |
| Global SuperTanker Services          | —       | —       | —       | —       | ۱        | —     | —      | ۱     |
| ایران ایر                            | —       | ۱       | —       | —       | —        | —     | —      | ۱     |
| نیروی هوایی ارتش جمهوری اسلامی ایران | ۴       | ۲       | —       | —       | —        | —     | —      | ۶     |
| هواپیمایی عراق                       | —       | —       | —       | ۲       | —        | —     | —      | ۲     |
| نیروی دفاع هوایی ژاپن                | —       | —       | —       | ۲       | —        | —     | —      | ۲     |
| کالیتا ایر                           | —       | —       | —       | —       | ۲۴       | —     | —      | ۲۴    |
| Kingdom Aircraft II                  | —       | —       | —       | ۱       | —        | —     | —      | ۱     |
| کاال‌ام                               | —       | —       | —       | ۱۱      | ۳        | —     | —      | ۱۴    |
| کورین ایر                            | —       | —       | —       | ۲       | ۴        | ۱۰    | ۷      | ۲۳    |
| Korean Government                    | —       | —       | —       | ۱       | —        | —     | —      | ۱     |
| کویت ایرویز                          | —       | —       | —       | ۱       | —        | —     | —      | ۱     |
| لاس وگاس سندز                        | ۲       | —       | —       | —       | —        | —     | —      | ۲     |
| لاین ایر                             | —       | —       | —       | ۱       | —        | —     | —      | ۱     |
| لوفت‌هانزا                            | —       | —       | —       | ۱۳      | —        | ۱۹    | —      | ۳۲    |
| Magma Aviation                       | —       | —       | —       | —       | ۳        | —     | —      | ۳     |
| هواپیمایی ماهان                      | —       | —       | ۱       | —       | —        | —     | —      | ۱     |
| Martinair                            | —       | —       | —       | —       | ۱        | —     | —      | ۱     |
| Max Air                              | —       | —       | —       | ۴       | —        | —     | —      | ۴     |
| Morocco Government                   | —       | —       | —       | —       | —        | ۱     | —      | ۱     |
| ناسا                                 | ۱       | —       | —       | —       | —        | —     | —      | ۱     |
| نشنال ایرلاینز (ان۸)                 | —       | —       | —       | —       | ۲        | —     | —      | ۲     |
| نیپون کارگو ایرلاینز                 | —       | —       | —       | —       | —        | —     | ۸      | ۸     |
| Oscar Jet                            | —       | ۱       | —       | —       | —        | —     | —      | ۱     |
| پولار ایر کارگو                      | —       | —       | —       | —       | ۸        | —     | ۵      | ۱۳    |
| پرت اند ویتنی                        | ۲       | —       | —       | —       | —        | —     | —      | ۲     |
| کانتاس                               | —       | —       | —       | ۹       | —        | —     | —      | ۹     |
| هواپیمایی قطر                        | —       | —       | —       | —       | —        | ۱     | ۱      | ۲     |
| قطر امیری فلایت                      | —       | —       | —       | —       | —        | ۲     | —      | ۲     |
| رولز-رویس نورث آمریکا                | —       | ۱       | —       | —       | —        | —     | —      | ۱     |
| روسیه ایرلاینز                       | —       | —       | —       | ۹       | —        | —     | —      | ۹     |
| Royal Flight of Oman                 | ۱       | —       | —       | ۱       | —        | —     | —      | ۲     |
| Rubystar                             | —       | —       | —       | —       | ۱        | —     | —      | ۱     |
| هواپیمایی سعودی                      | —       | —       | —       | ۷       | ۴        | —     | ۲      | ۱۳    |
| Saudi Arabian Government             | ۱       | —       | ۱       | ۱       | —        | —     | —      | ۳     |
| اس‌اف ایرلاینز                        | —       | —       | —       | —       | ۱        | —     | —      | ۱     |
| Silk Way West Airlines               | —       | —       | —       | —       | ۴        | —     | ۵      | ۹     |
| سنگاپور ایرلاینز کارگو               | —       | —       | —       | —       | ۷        | —     | —      | ۷     |
| Sky Gates Airlines                   | —       | —       | —       | —       | ۲        | —     | —      | ۲     |
| اسکای لیز کارگو                      | —       | —       | —       | —       | ۲        | —     | —      | ۲     |
| کویت                                 | —       | —       | —       | —       | —        | ۱     | —      | ۱     |
| یانگتزه ریور اکسپرس                  | —       | —       | —       | —       | ۴        | —     | —      | ۴     |
| SW Italia                            | —       | —       | —       | —       | ۱        | —     | —      | ۱     |
| Terra Avia                           | —       | —       | —       | ۱       | —        | —     | —      | ۱     |
| تای ایرویز اینترنشنال                | —       | —       | —       | ۷       | —        | —     | —      | ۷     |
| The Cargo Airlines                   | —       | ۱       | —       | —       | —        | —     | —      | ۱     |
| Transaviaexport Cargo Airline        | —       | —       | ۱       | —       | —        | —     | —      | ۱     |
| Turkey Government                    | —       | —       | —       | —       | —        | ۱     | —      | ۱     |
| یونی-تاپ ایرلاینز                    | —       | —       | —       | —       | ۱        | —     | —      | ۱     |
| یوپی‌اس ایرلاینز                      | —       | —       | —       | —       | ۱۳       | —     | ۹      | ۲۲    |
| نیروی هوایی ایالات متحده آمریکا      | —       | ۶       | —       | —       | —        | —     | —      | ۶     |
| ویرجین آتلانتیک                      | —       | —       | —       | ۸       | —        | —     | —      | ۸     |
| ویرجین گلکتیک                        | —       | —       | —       | ۱       | —        | —     | —      | ۱     |
| واموس ایر                            | —       | —       | —       | ۴       | —        | —     | —      | ۴     |
| Western Global Airlines              | —       | —       | —       | —       | ۲        | —     | —      | ۲     |
| مجموع                                | ۱۲      | ۱۹      | ۳       | ۱۵۰     | ۲۲۲      | ۴۳    | ۸۷     | ۵۳۶   |

1. ↑  شامل 747SP
2. ↑  شامل 747-300F و Combi
3. ↑  شامل 747-400 Combi
4. ↑  747-400LCF

## کاربران غیرنظامی
♠ = کاربر اصلی

### بوئینگ ۷۴۷–۱۰۰

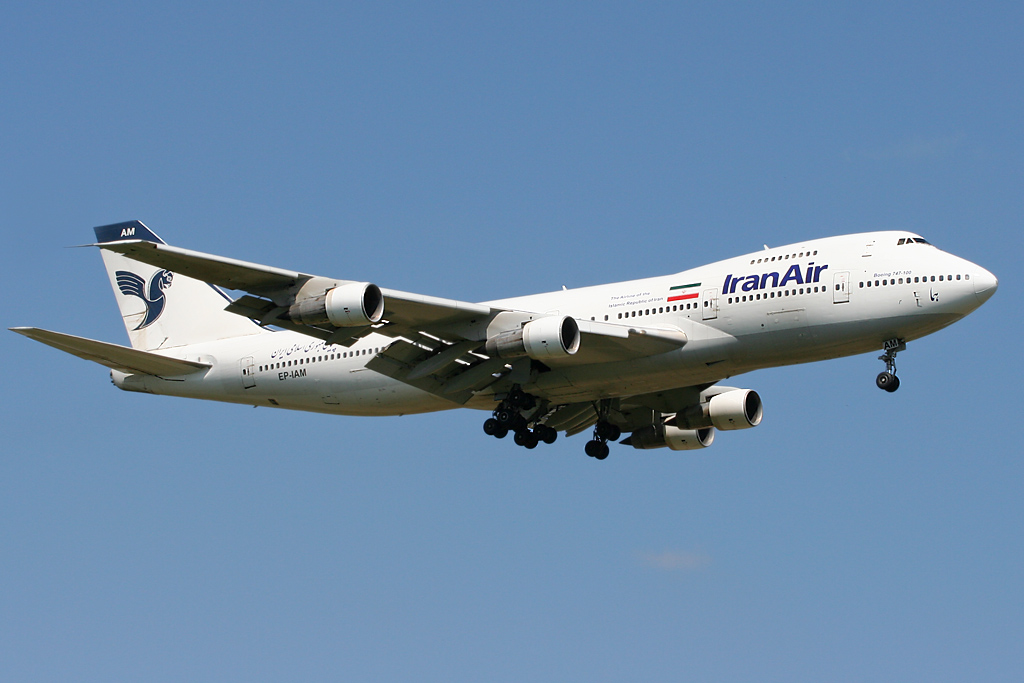
بوئینگ 747-100B متعلق به ایران ایر

- ایر لینگاس ♠[۲][۳]
- ایر آتلانتا آیسلندیک[۴]
- ایر کانادا ♠[۲][۳]
- ایر فرانس ♠[۲][۳]
- ایر هنگ‌کنگ[۴]
- آلیتالیا ♠[۲][۳]
- آل نیپون ایرویز ♠[۲][۳]
- امریکن ایرلاینز ♠[۲][۳]
- Braniff International ♠[۲][۳]
- بریتیش آورسیز ایرویز ♠[۲][۳]
- بریتیش ایرویز[۴]
- Canadian Pacific Airlines
- کورس‌ایر اینترنشنال[۴]
- کنتیننتال ایرلاینز ♠[۲]
- دلتا ایرلاینز ♠[۲][۳]
- Eastern Air Lines[۵]
- Evergreen International Airlines[۵]
- فدکس[۵]
- ایبریا ایرلاین ♠[۲][۳]
- ایران ایر ♠[۲][۳]
- خطوط هوایی ژاپن ♠[۲][۳]
- Japan Asia Airlines ♠[۲]
- کابو ایر[۴]
- لوفت‌هانزا ♠[۲][۳]
- نشنال ایرلاینز (ان۸) ♠[۲][۳]
- نورت‌وست ایرلاینز ♠[۲][۳]
- اوکادا ایر[۴]
- پان امریکن ورلد ایرویز ♠[۲][۳]
- هواپیمایی قطر[۴]
- SABENA ♠[۲][۳]
- هواپیمایی ساها[۴]
- هواپیمایی سعودی ♠[۲][۳]
- Tower Air[۵]
- Trans Air Service[۵]
- ترنس ورلد ایرلاینز ♠[۲][۳]
- یونایتد ایرلاینز ♠[۲][۳]
- یوپی‌اس ایرلاینز[۴]
- ویرجین آتلانتیک[۴]
- Wardair ♠[۲][۳]

### بوئینگ ۷۴۷اس‌پی

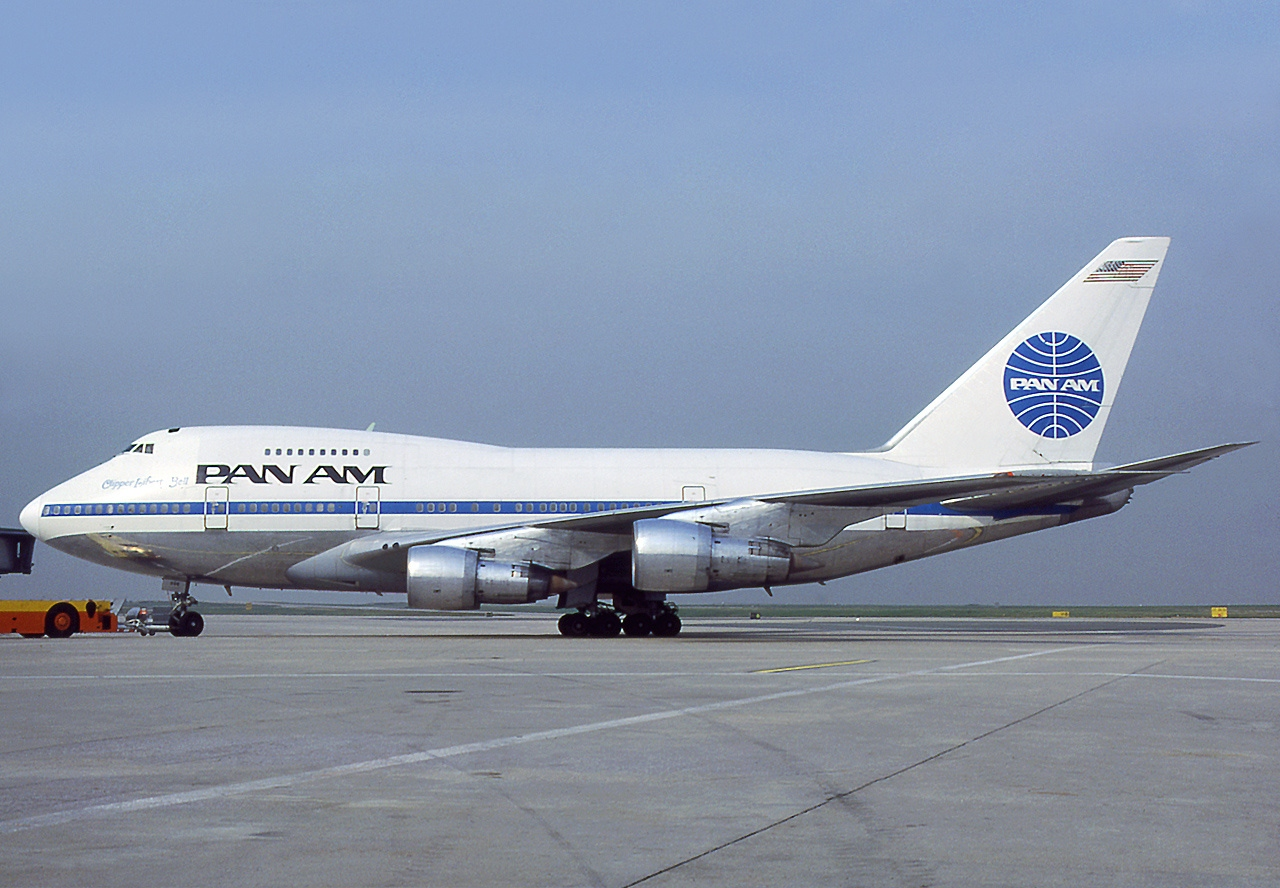
بوئینگ ۷۴۷اس‌پی متعلق به پان امریکن ورلد ایرویز.

- ایر موریشوس[۶]
- ایر نامیبیا[۴]
- Alliance Air[۴]
- امریکن ایرلاینز[۷]
- Australia Asia Airlines[۴]
- Avia Airlines[۴]
- Braniff International ♠[۸]
- CAAC ♠[۸]
- چاینا ایرلاینز ♠[۸]
- کورس‌ایر اینترنشنال[۴]
- ایران ایر ♠[۸]
- هواپیمایی عراق ♠[۸]
- خطوط هوایی ژاپن ♠[۸]
- Kazakhstan Airlines[۴]
- کورین ایر ♠[۸]
- مندرین ایرلاینز[۴]
- پان امریکن ورلد ایرویز ♠[۸]
- کانتاس ♠[۸]
- هواپیمایی سعودی ♠[۸]
- هواپیمایی آفریقای جنوبی ♠[۸]
- هواپیمایی سوریه ♠[۳]
- ترنس ورلد ایرلاینز ♠[۸]
- یونایتد ایرلاینز[۹]

### بوئینگ ۷۴۷–۲۰۰

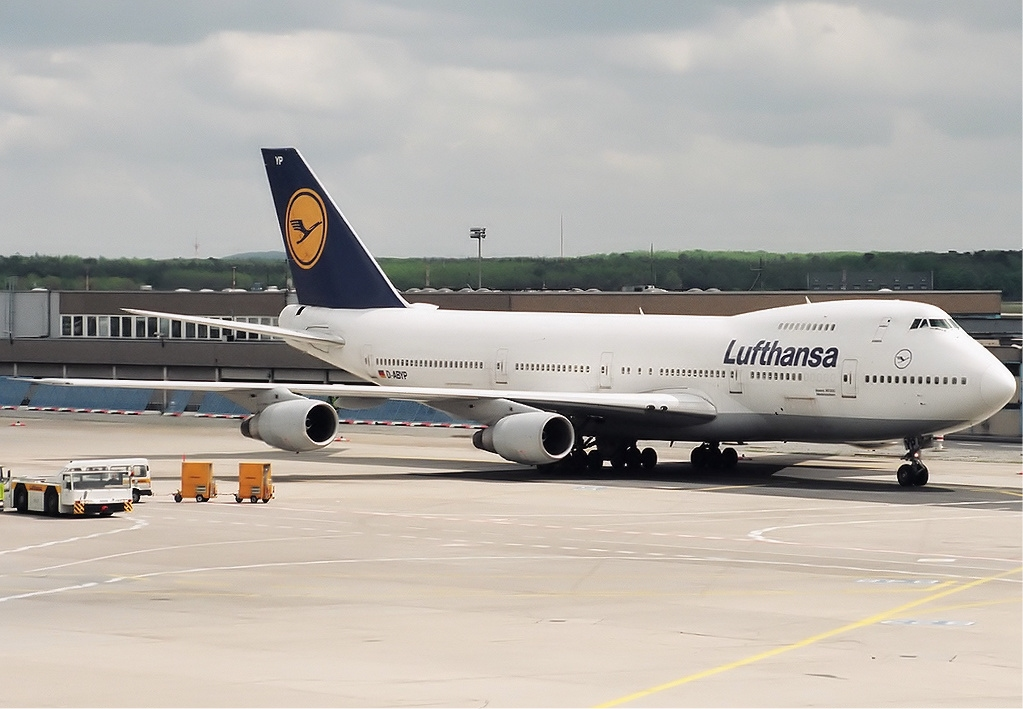
بوئینگ ۷۴۷–۲۰۰ متعلق به لوفتانزا

- ارولینیاس آرژانتیناس ♠[۳]
- Air Afrique ♠[۳]
- ایر کانادا ♠[۵]
- ایر چاینا ♠[۳]
- Air Club International[۴]
- ایر فرانس ♠[۵]
- Air Gabon ♠[۳]
- ایر ایندیا ♠[۵]
- ایر ماداگاسکار ♠[۳]
- ایر نیوزیلند ♠[۳]
- آلیتالیا ♠[۵]
- آل نیپون ایرویز ♠[۳]
- کالیتا ایر[۴]
- اطلس ایر[۴]
- اویانکا ♠[۳]
- Braniff International ♠[۳]
- بریتیش ایرویز ♠[۵]
- CAAC ♠[۳]
- Cameroon Airlines ♠[۳]
- Canadian Pacific Airlines
- کارگولوکس ♠[۳]
- کاتای پاسیفیک ♠[۳]
- چاینا ایرلاینز ♠[۳]
- کوندور فلوگدینست ♠[۳]
- کنتیننتال ایرلاینز[۴]
- کورس‌ایر اینترنشنال[۴]
- ال عال ♠[۳]
- Evergreen International Airlines[۴]
- فدکس اکسپرس[۴]
- Flying Tiger ♠[۳]
- گارودا ایندونزیا ♠[۳]
- ایبریا ایرلاین ♠[۵]
- هواپیمایی عراق ♠[۳]
- ایران ایر ♠[۵]
- خطوط هوایی ژاپن ♠[۵]
- کاال‌ام ♠[۵]
- کورین ایر ♠[۳]
- کویت ایرویز ♠[۳]
- لوفت‌هانزا ♠[۵]
- Martinair ♠[۳]
- هواپیمایی خاورمیانه ♠[۵]
- نیپون کارگو ایرلاینز ♠[۳]
- نورت‌وست ایرلاینز ♠[۳]
- Olympic Airlines ♠[۳]
- هواپیمایی بین‌المللی پاکستان ♠[۳]
- پان امریکن ورلد ایرویز ♠[۳]
- فیلیپین ایرلاینز ♠[۳]
- کانتاس ♠[۵]
- هواپیمایی پادشاهی مراکش ♠[۳]
- الملکیه الاردنیه ♠[۳]
- SABENA ♠[۳]
- هواپیمایی ساها[۴]
- هواپیمایی اسکاندیناوی ♠[۳]
- Seaboard World Airlines ♠[۳]
- سنگاپور ایرلاینز ♠[۵]
- هواپیمایی آفریقای جنوبی ♠[۳]
- سوئیس‌ایر ♠[۵]
- تاپ پرتغال ♠[۵]
- تای ایرویز اینترنشنال ♠[۳]
- Tower Air[۴]
- Transamerica Airlines ♠[۳]
- ترنس ورلد ایرلاینز[۱۰]
- کنتیننتال ایرلاینز[۴]
- Union de Transports Aériens[۱۱]
- یونایتد ایرلاینز ♠[۳]
- ویرجین آتلانتیک[۴]

### بوئینگ ۷۴۷–۳۰۰

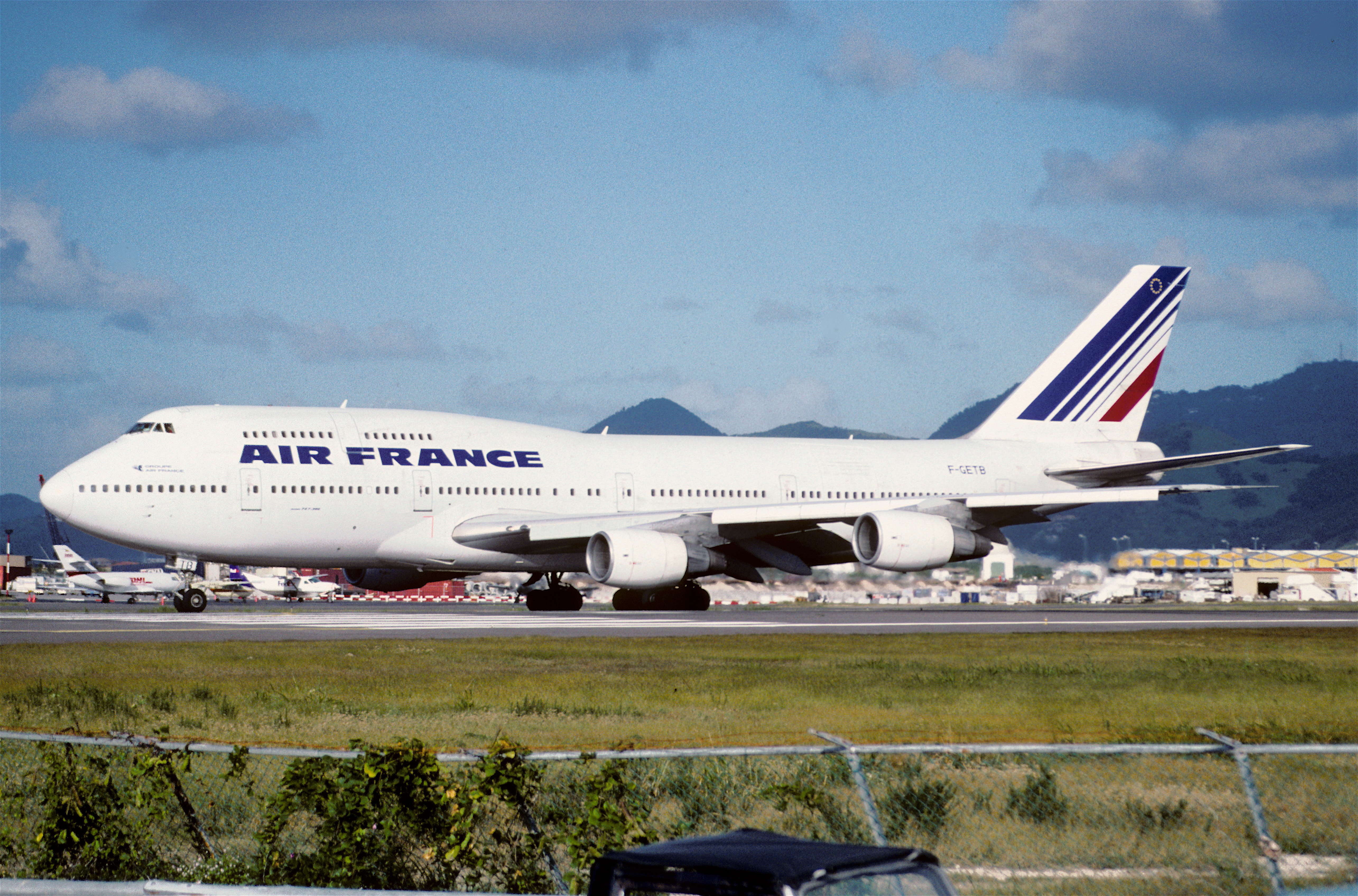
بوئینگ ۷۴۷–۳۰۰ متعلق به ایر فرانس.

- ایر ایندیا ♠[۳]
- Ansett Australia
- کاتای پاسیفیک ♠[۳]
- اجیپت‌ایر ♠[۳]
- خطوط هوایی ژاپن ♠[۳]
- Japan Asia Airways ♠[۳]
- کاال‌ام ♠[۳]
- کورین ایر ♠[۳]
- هواپیمایی ماهان
- مالزی ایرلاینز ♠[۳]
- هواپیمایی بین‌المللی پاکستان[۱۲]
- کانتاس ♠[۳]
- SABENA ♠[۳]
- هواپیمایی سعودی ♠[۳]
- سنگاپور ایرلاینز ♠[۳]
- هواپیمایی آفریقای جنوبی ♠[۳]
- سورینام ایرویز
- سوئیس‌ایر ♠[۳]
- تای ایرویز اینترنشنال ♠[۳]
- Union de Transports Aériens ♠[۳]
- VARIG ♠[۳]
- Wardair ♠[۳]

### بوئینگ ۷۴۷–۴۰۰

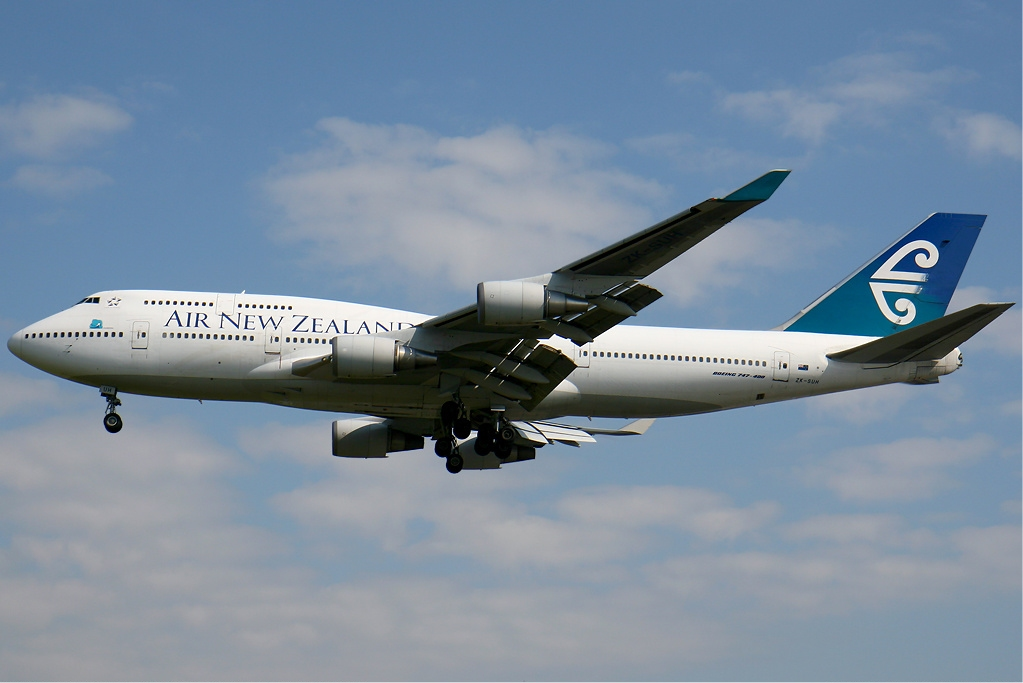
بوئینگ ۷۴۷–۴۰۰ متعلق به ایر نیوزیلند.

ماهان ایر
- ایر کانادا ♠[۵]
- ایر چاینا ♠[۵]
- ایر فرانس ♠[۵]
- ایر ایندیا ♠[۳]
- ایر نامیبیا ♠[۳]
- ایر نیوزیلند ♠[۳]
- فیجی ایرویز[۳]
- آل نیپون ایرویز ♠[۵]
- آسیانا ایرلاینز ♠[۵]
- اطلس ایر ♠[۳]
- بریتیش ایرویز ♠[۵]
- کنیدین ایرلاینز ♠[۳]
- کارگولوکس ♠[۵]
- کاتای پاسیفیک ♠[۵][۳]
- چاینا ایرلاینز ♠[۳]
- چاینا کارگو ایرلاینز ♠[۳]
- هواپیمایی جنوبی چین ♠[۳]
- ال عال ♠[۳]
- اوا ایر ♠[۵]
- گارودا ایندونزیا ♠[۳]
- Jade Cargo International ♠[۳]
- خطوط هوایی ژاپن ♠[۵]
- کاال‌ام ♠[۵]
- کورین ایر ♠[۵]
- کویت ایرویز ♠[۳]
- LoadAir Cargo ♠[۳]
- لوفت‌هانزا ♠[۵]
- مالزی ایرلاینز ♠[۵]
- مندرین ایرلاینز ♠[۳]
- Martinair ♠[۵]
- نیپون کارگو ایرلاینز ♠[۳]
- نورت‌وست ایرلاینز ♠[۳]
- فیلیپین ایرلاینز ♠[۳]
- کانتاس ♠[۵]
- هواپیمایی سعودی ♠[۳]
- سنگاپور ایرلاینز ♠[۵]
- هواپیمایی آفریقای جنوبی ♠[۵]
- تای ایرویز اینترنشنال ♠[۵]
- یوپی‌اس ایرلاینز ♠[۳]
- Union de Transports Aériens ♠[۳]
- VARIG[۱۳]
- ویرجین آتلانتیک ♠[۳]

### بوئینگ ۷۴۷–۸

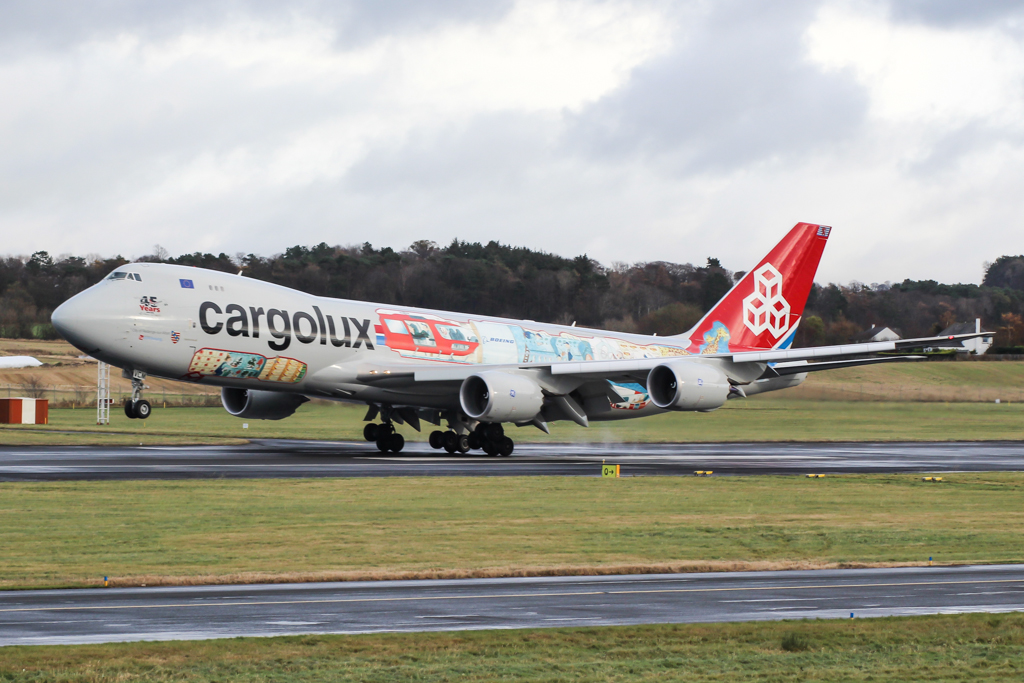
بوئینگ ۷۴۷–۸اف متعلق به کارگولوکس.

- ایر چاینا ♠[۳]
- ایربریج‌کارگو ♠[۳]
- کارگولوکس ♠[۳]
- کاتای پاسیفیک ♠[۳]
- کورین ایر ♠[۳]
- لوفت‌هانزا ♠[۳]
- نیپون کارگو ایرلاینز ♠[۳]
- هواپیمایی قطر ♠[۳]
- سیلک وی ایرلاینز ♠[۳]
- یوپی‌اس ایرلاینز ♠[۳]

## کاربران نظامی و دولتی
- نیروی هوایی جمهوری اسلامی ایران ♠[۵]
- دولت ژاپن ♠[۳]
- پادشاهی عربستان سعودی ♠[۳]
- پرواز ریاست جمهوری امارات متحدهٔ عربی ♠[۳]
- نیروی هوایی ایالات متحده آمریکا ♠[۵]
- ناسا

## خلاصهٔ تحویل داده‌شده‌ها
| مدل                                | نخستین تحویل                       | نخستین تحویل                       | واپسین تحویل                       | واپسین تحویل                       | مجموع |
| مدل                                | تاریخ                              | مشتری                              | تاریخ                              | مشتری                              | مجموع |
| ۷۴۷–۱۰۰                            | ۱۳ دسامبر ۱۹۶۹                     | پان امریکن ورلد ایرویز             | ۲ ژوئیه ۱۹۷۶                       | پان امریکن ورلد ایرویز             | ۱۶۷   |
| 747-100SR                          | ۲۶ سپتامبر ۱۹۷۳                    | خطوط هوایی ژاپن                    | ۲ آوریل ۱۹۷۵                       | خطوط هوایی ژاپن                    | ۷     |
| 747-100BSR                         | ۲۱ دسامبر ۱۹۷۸                     | آل نیپون ایرویز                    | ۱۲ نوامبر ۱۹۸۲                     | آل نیپون ایرویز                    | ۲۰    |
| 747-100B                           | ۲ اوت ۱۹۷۹                         | ایران ایر                          | ۲ آوریل ۱۹۸۲                       | هواپیمایی سعودی                    | ۹     |
| 747-100B SUD                       | ۲۴ مارس ۱۹۸۶                       | خطوط هوایی ژاپن                    | ۹ سپتامبر ۱۹۸۶                     | خطوط هوایی ژاپن                    | ۲     |
| مجموع سری‌های ۷۴۷–۱۰۰:              | مجموع سری‌های ۷۴۷–۱۰۰:              | مجموع سری‌های ۷۴۷–۱۰۰:              | مجموع سری‌های ۷۴۷–۱۰۰:              | مجموع سری‌های ۷۴۷–۱۰۰:              | ۲۰۵   |
| 747-200B                           | ۱۶ ژانویه ۱۹۷۱                     | کاال‌ام                             | ۲۰ دسامبر ۱۹۹۰                     | نیروی هوایی ایالات متحده آمریکا    | ۲۲۹   |
| 747-200F (باری)                    | ۱۰ مارس ۱۹۷۲                       | لوفت‌هانزا                          | ۱۹ نوامبر ۱۹۹۱                     | Nippon Cargo Airlines              | ۷۳    |
| 747-200C (قابل تبدیل)              | ۳۰ آوریل ۱۹۷۳                      | World Airways                      | ۲۶ سپتامبر ۱۹۸۸                    | Martinair                          | ۱۳    |
| 747-200M (Combi)                   | ۷ مارس ۱۹۷۵                        | ایر کانادا                         | ۵ آوریل ۱۹۸۸                       | ایبریا ایرلاین                     | ۷۸    |
| مجموع سری‌های ۷۴۷–۲۰۰:              | مجموع سری‌های ۷۴۷–۲۰۰:              | مجموع سری‌های ۷۴۷–۲۰۰:              | مجموع سری‌های ۷۴۷–۲۰۰:              | مجموع سری‌های ۷۴۷–۲۰۰:              | ۳۹۳   |
| 747SP                              | ۵ مارس ۱۹۷۶                        | پان امریکن ورلد ایرویز             | ۹ دسامبر ۱۹۸۹                      | Abu Dhabi Govt. (UAE)              | ۴۵    |
| مجموع 747SP:                       | مجموع 747SP:                       | مجموع 747SP:                       | مجموع 747SP:                       | مجموع 747SP:                       | ۴۵    |
| ۷۴۷–۳۰۰                            | ۱ مارس ۱۹۸۳                        | Union de Transports Aériens        | ۱۸ اکتبر ۱۹۸۸                      | Japan Asia                         | ۵۶    |
| 747-300M (Combi)                   | ۵ مارس ۱۹۸۳                        | سوئیس‌ایر                           | ۲۵ سپتامبر ۱۹۹۰                    | Sabena                             | ۲۱    |
| 747-300SR                          | ۱۰ دسامبر ۱۹۸۷                     | خطوط هوایی ژاپن                    | ۱۹ فوریه ۱۹۸۸                      | خطوط هوایی ژاپن                    | ۴     |
| مجموع سری‌های ۷۴۷–۳۰۰:              | مجموع سری‌های ۷۴۷–۳۰۰:              | مجموع سری‌های ۷۴۷–۳۰۰:              | مجموع سری‌های ۷۴۷–۳۰۰:              | مجموع سری‌های ۷۴۷–۳۰۰:              | ۸۱    |
| ۷۴۷–۴۰۰                            | ۲۶ ژانویه ۱۹۸۹                     | نورت‌وست ایرلاینز                   | ۲۶ آوریل ۲۰۰۵                      | چاینا ایرلاینز                     | ۴۴۲   |
| 747-400M (Combi)                   | ۱ سپتامبر ۱۹۸۹                     | کاال‌ام                             | ۱۰ آوریل ۲۰۰۲                      | کاال‌ام                             | ۶۱    |
| 747-400D                           | ۱۰ اکتبر ۱۹۹۱                      | خطوط هوایی ژاپن                    | ۱۱ دسامبر ۱۹۹۵                     | آل نیپون ایرویز                    | ۱۹    |
| 747-400F                           | ۱۷ نوامبر ۱۹۹۳                     | کارگولوکس                          | ۷ مه ۲۰۰۹                          | نیپون کارگو ایرلاینز               | ۱۲۶   |
| 747-400ERF                         | ۱۷ اکتبر ۲۰۰۲                      | ایر فرانس                          | ۱۰ نوامبر ۲۰۰۹                     | LoadAir Cargo                      | ۴۰    |
| 747-400ER                          | ۳۱ اکتبر ۲۰۰۲                      | کانتاس                             | ۳۰ ژوئیه ۲۰۰۳                      | کانتاس                             | ۶     |
| مجموع سری‌های ۷۴۷–۴۰۰:              | مجموع سری‌های ۷۴۷–۴۰۰:              | مجموع سری‌های ۷۴۷–۴۰۰:              | مجموع سری‌های ۷۴۷–۴۰۰:              | مجموع سری‌های ۷۴۷–۴۰۰:              | ۶۹۴   |
| 747-8F                             | ۱۲ اکتبر ۲۰۱۱                      | کارگولوکس                          |                                    |                                    | ۷۱    |
| 747-8BBJ                           | ۲۸ فوریه ۲۰۱۲                      | Govt. of Qatar                     |                                    |                                    | ۸     |
| 747-8I                             | ۲۶ آوریل ۲۰۱۲                      | لوفت‌هانزا                          | ۷ ژوئیه ۲۰۱۷                       | کورین ایر                          | ۳۶    |
| مجموع سری‌های ۷۴۷–۸:                | مجموع سری‌های ۷۴۷–۸:                | مجموع سری‌های ۷۴۷–۸:                | مجموع سری‌های ۷۴۷–۸:                | مجموع سری‌های ۷۴۷–۸:                | ۱۱۵   |
| مجموع تحویل داده‌شده‌ها (همهٔ سری‌ها): | مجموع تحویل داده‌شده‌ها (همهٔ سری‌ها): | مجموع تحویل داده‌شده‌ها (همهٔ سری‌ها): | مجموع تحویل داده‌شده‌ها (همهٔ سری‌ها): | مجموع تحویل داده‌شده‌ها (همهٔ سری‌ها): | ۱٬۵۳۳ |

- اطلاعات بوئینگ تا ژوئیهٔ ۲۰۱۷ میلادی.[۳]

## مطالعهٔ بیش‌تر
- Bowman, Martin J. (2014). Boeing 747 A History - Delivering the Dream. Barnsley, Yorkshire, England: Pen & Sword Aviation. ISBN 978-1-78303-039-2.
- Eastwood, A.B.; Roach, John (1992). Jet Airliner Production List. West Drayton, England: The Aviation Hobby Shop. ISBN 0 907178 43 X.